# 花38-1線
花38-1線（豐坪－水璉），起點花蓮縣壽豐鄉豐坪村，終點花蓮縣壽豐鄉水璉村。起點於壽豐鄉豐坪路三段（於18巷路口處銜接台11丙線），終點於壽豐鄉水璉路口（向東約40公尺與台11線花東海岸公路相接），全長16.201公里，全線禁行甲、乙類大客車。原為花蓮縣鄉道，2019年12月18日因中華民國交通部公告調整花蓮縣鄉道時予以將該路段解編，月眉村朝保（米棧大橋東端）－豐坪路三段路口處之路段則改編納入花39線，現為農花壽064農路。

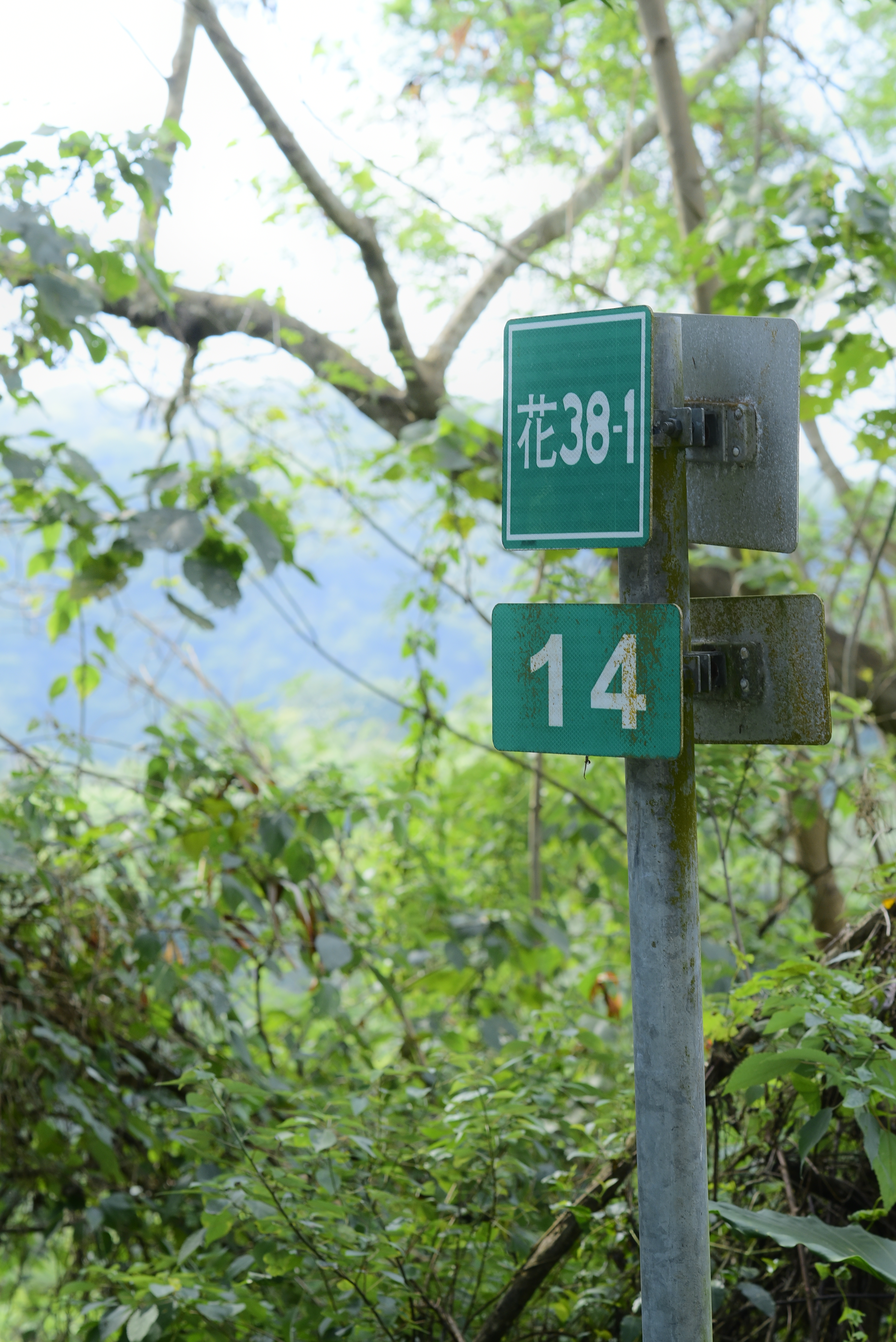
花38-1線路標

## 路線特色
途經米棧古道東端及月眉山步道南側入口，能俯瞰花東縱谷及花蓮溪景色，東段緊鄰水連溪，為橫貫海岸山脈之道路。

## 路線地名
- 壽豐鄉：豐坪村豐坪路三段路口處（接 台11丙線）→豐坪路三段18巷→米棧大橋→月眉村朝保（與 縣道193號共線路段200公尺[13]）→月眉六段→花38線一號橋→弍號橋→無名橋→米棧造林地→月眉山步道南側登山口→米棧古道東段登山口→一號橋→三號橋→水璉村界→十二分坑→北坑一號橋→水璉村水璉路口（向東約40公尺與 台11線相接）

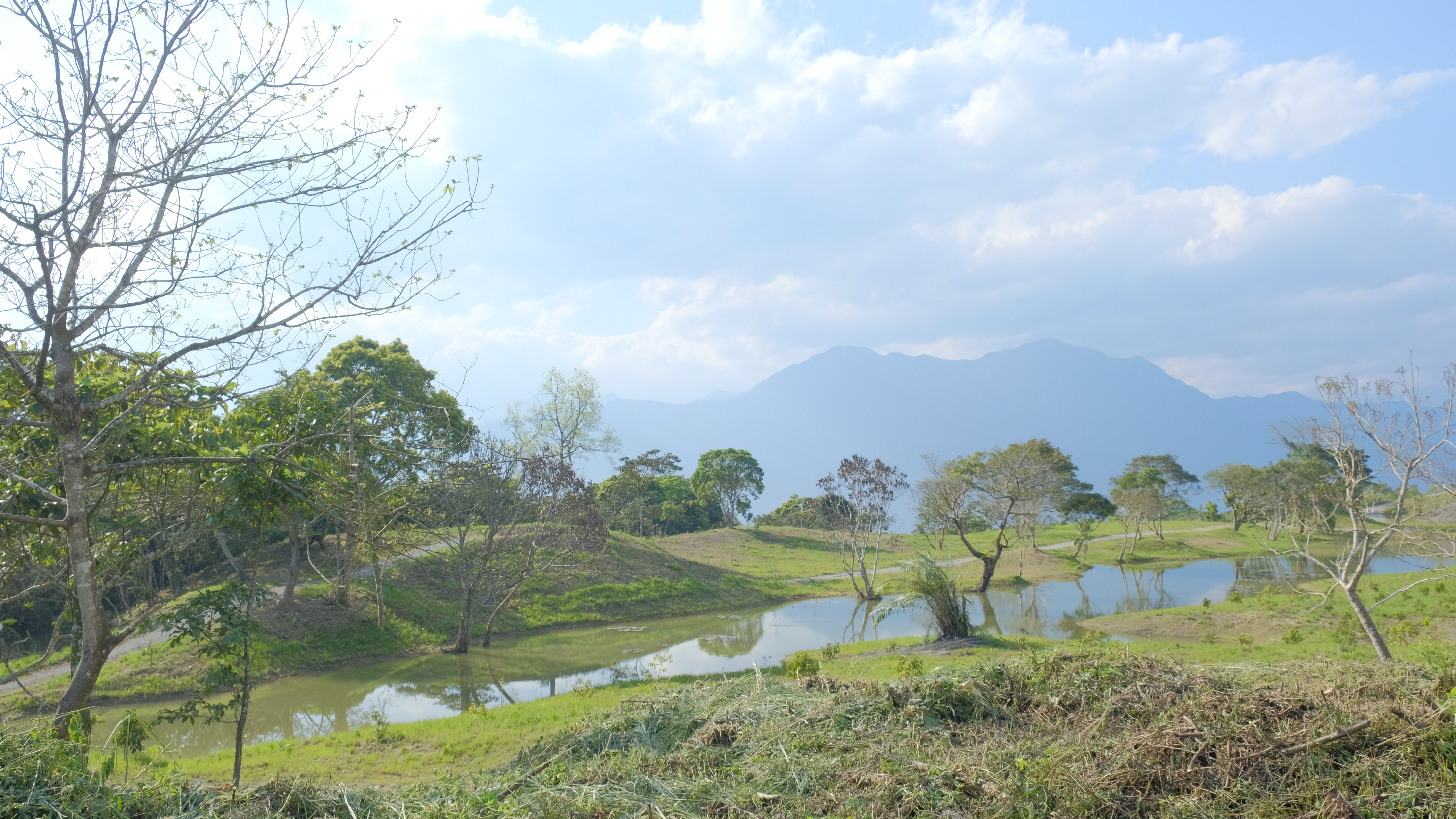
花38-1沿線
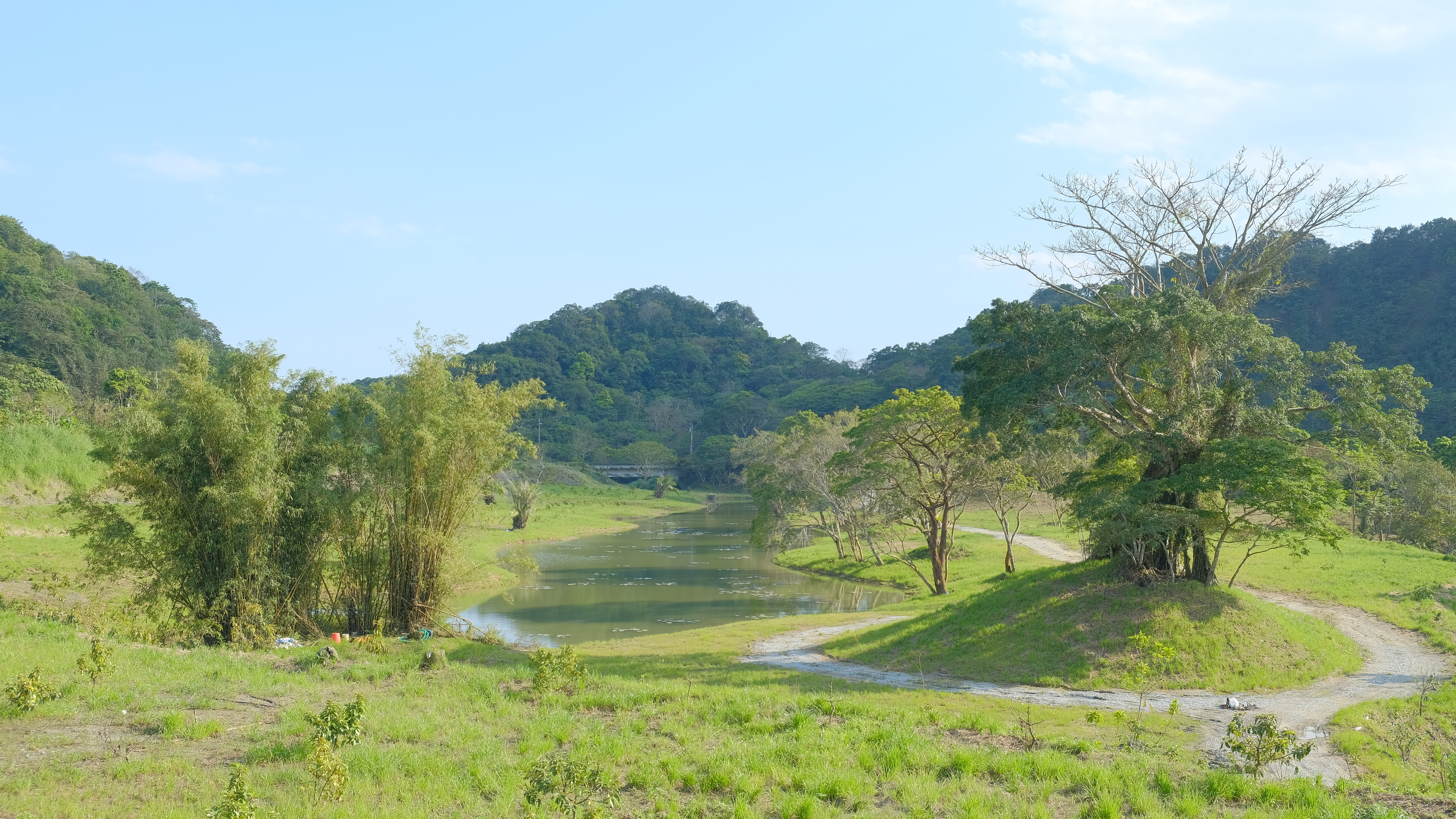
花38-1沿線
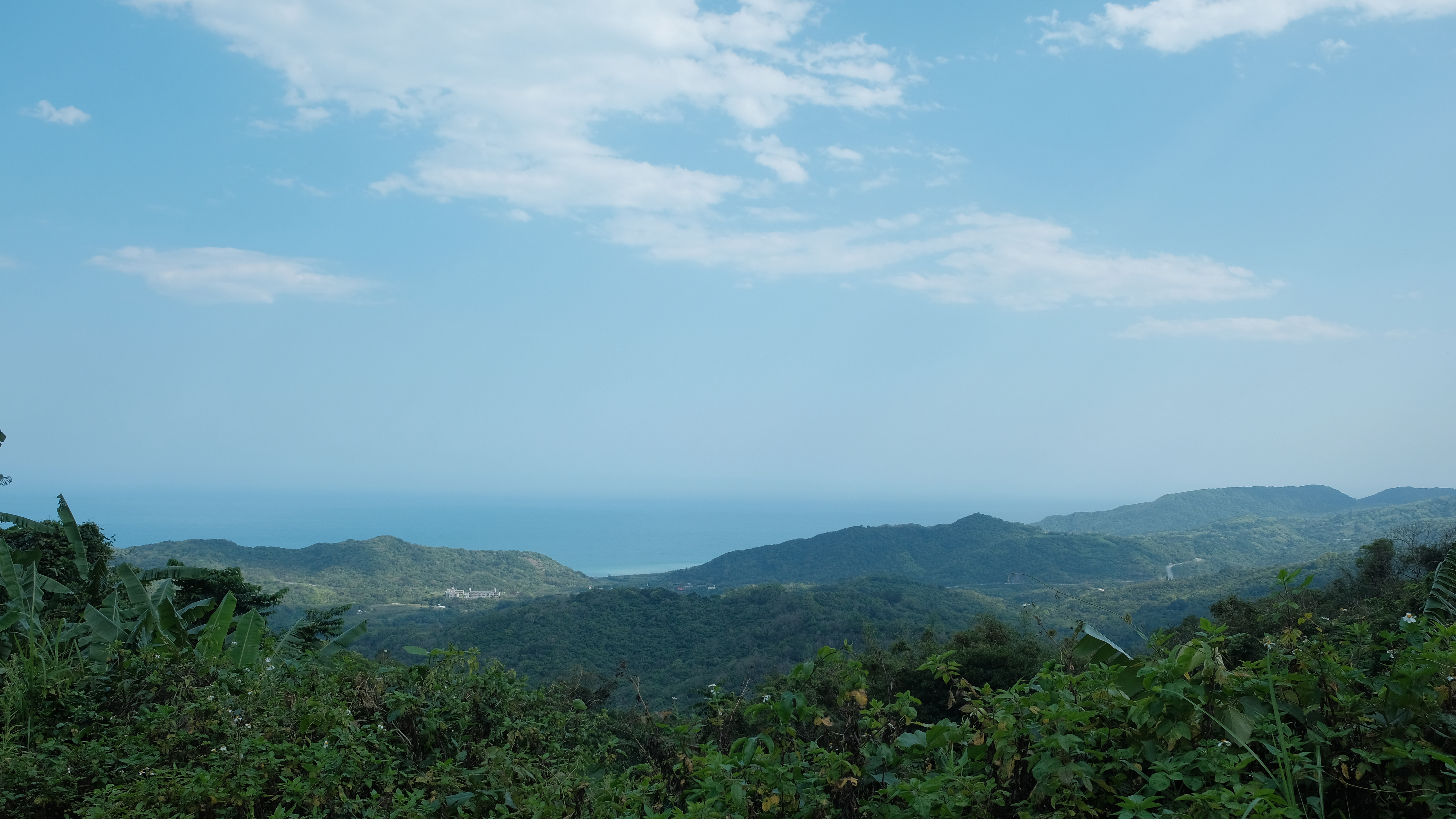
眺望太平洋
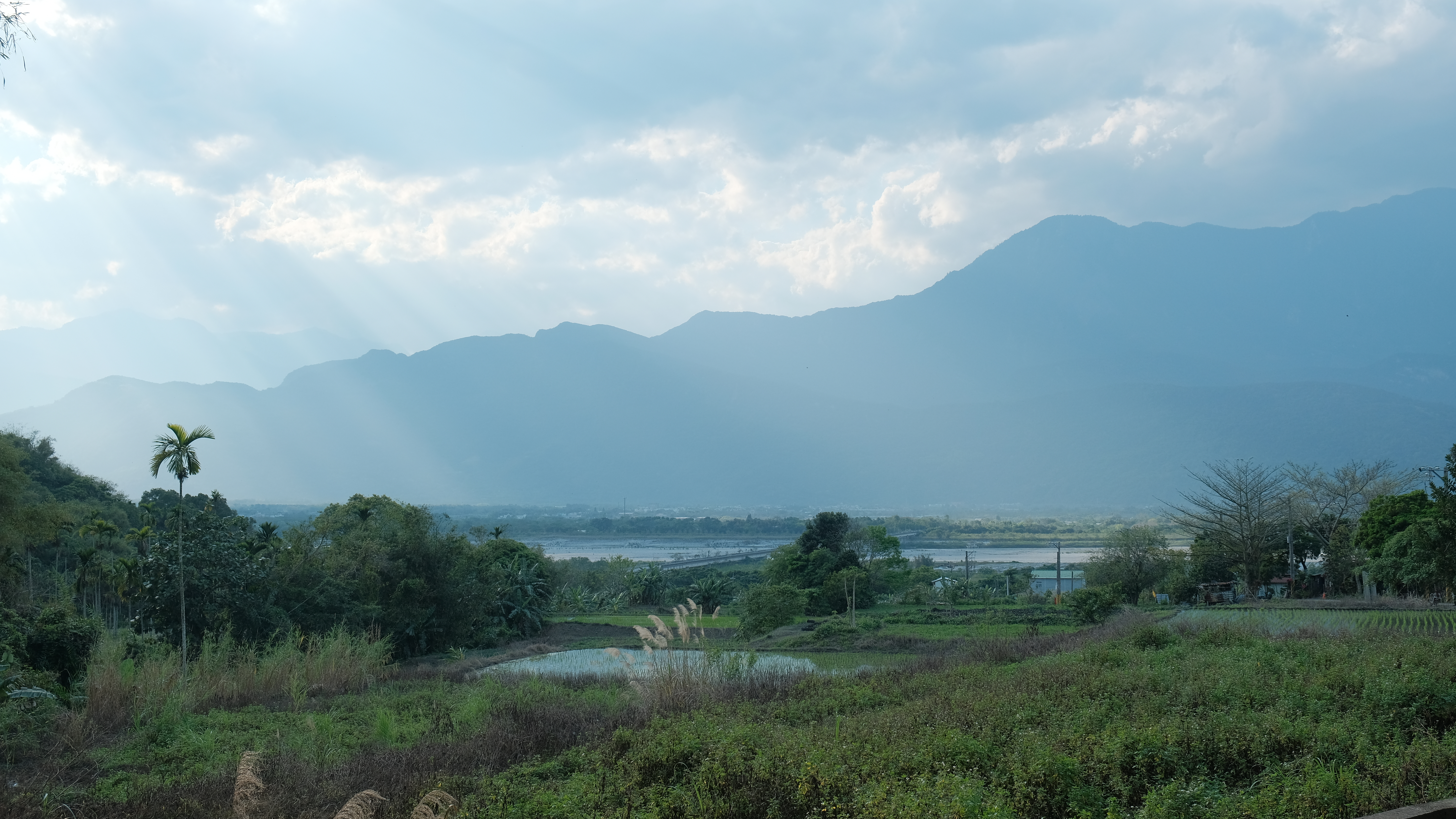
眺望花東縱谷